# Challenger de Little Rock 2024
El torneo Little Rock Challenger 2024, denominado por razones de patrocinio Uams Health Little Rock Open fue un torneo de tenis perteneció al ATP Challenger Tour 2024 en la categoría Challenger 75. Se trató de la 5ª edición; el torneo tuvo lugar en la ciudad de Little Rock (Estados Unidos), desde el 27 de mayo hasta el 2 de junio de 2024 sobre pista dura al aire libre.

## Jugadores participantes del cuadro de individuales
| Preclasificado | País                      | Jugador           | Rank1 | Posición en el torneo |
| 1              | Bandera de Canadá         | Alexis Galarneau  | 153   | Cuartos de final      |
| 2              | Bandera de Hong Kong      | Coleman Wong      | 181   | Primera ronda         |
| 3              | Bandera de Corea del Sur  | Hong Seong-chan   | 191   | Segunda ronda         |
| 4              | Bandera de China Taipéi   | Hsu Yu-hsiou      | 230   | Primera ronda         |
| 5              | Bandera de Australia      | Bernard Tomic     | 247   | Segunda ronda, retiro |
| 6              | Bandera de Estados Unidos | Mitchell Krueger  | 250   | CAMPEÓN               |
| 7              | Bandera de Estados Unidos | Ethan Quinn       | 251   | Primera ronda         |
| 8              | Bandera de Jordania       | Abdullah Shelbayh | 252   | Semifinales           |

- 1 Se ha tomado en cuenta el ranking del 20 de mayo de 2024.

### Otros participantes
Los siguientes jugadores recibieron una invitación (wild card), por lo tanto ingresan directamente al cuadro principal (WC):
- Murphy Cassone
- Trevor Svajda
- Mukund Sasikumar

Los siguientes jugadores ingresan al cuadro principal tras disputar el cuadro clasificatorio (Q):
- Ernesto Escobedo
- Christian Langmo
- Andres Martin
- Rudy Quan
- Keegan Smith
- Yusuke Takahashi

## Campeones

### Individual Masculino
- Mitchell Krueger derrotó en la final a  Yuta Shimizu por 6–3, 6–4

### Dobles Masculino
- Liam Draxl /  Benjamin Sigouin derrotaron en la final a  Rithvik Choudary Bollipalli /  Hans Hach Verdugo por 6–4, 3–6, [10–7]